# Idiomacromerus kaszabi
Idiomacromerus kaszabi is een vliesvleugelig insect uit de familie Torymidae. De wetenschappelijke naam is voor het eerst geldig gepubliceerd in 1973 door Szelényi.